# Нова Села (Омиш)
Нова Села су насељено место у саставу града Омиша, Сплитско-далматинска жупанија, Република Хрватска.

## Историја
До територијалне реорганизације у Хрватској налазила су се у саставу старе општине Омиш.

## Становништво
На попису становништва 2011. године, Нова Села су имала 224 становника.
| Број становника по пописима | Број становника по пописима | Број становника по пописима | Број становника по пописима | Број становника по пописима | Број становника по пописима | Број становника по пописима | Број становника по пописима | Број становника по пописима | Број становника по пописима | Број становника по пописима | Број становника по пописима | Број становника по пописима | Број становника по пописима | Број становника по пописима | Број становника по пописима |
| --------------------------- | --------------------------- | --------------------------- | --------------------------- | --------------------------- | --------------------------- | --------------------------- | --------------------------- | --------------------------- | --------------------------- | --------------------------- | --------------------------- | --------------------------- | --------------------------- | --------------------------- | --------------------------- |
| 1857                        | 1869                        | 1880                        | 1890                        | 1900                        | 1910                        | 1921                        | 1931                        | 1948                        | 1953                        | 1961                        | 1971                        | 1981                        | 1991                        | 2001                        | 2011                        |
| 355                         | 389                         | 414                         | 459                         | 498                         | 569                         | 630                         | 615                         | 723                         | 752                         | 705                         | 728                         | 655                         | 471                         | 286                         | 224                         |

### Попис1991.
На попису становништва 1991. године, насељено место Нова Села је имало 471 становника, следећег националног састава:
| Попис 1991.‍ | Попис 1991.‍ | Попис 1991.‍ | Попис 1991.‍ | Попис 1991.‍ |
| ----------- | ----------- | ----------- | ----------- | ----------- |
|             |             |             |             |             |
| Хрвати      | Хрвати      |             | 462         | 98,08%      |
| Срби        | Срби        |             | 1           | 0,21%       |
| непознато   | непознато   |             | 8           | 1,69%       |
| укупно: 471 |             |             |             |             |